# Leichtathletik-Weltmeisterschaften 2009/Teilnehmer (Tansania)
| Gelbes Symbol für Goldmedaillen mit stilisierten Olympischen Ringen | Graues Symbol für Silbermedaillen mit stilisierten Olympischen Ringen | Braundes Symbol für Bronzemedaillen mit stilisierten Olympischen Ringen |
| ------------------------------------------------------------------- | --------------------------------------------------------------------- | ----------------------------------------------------------------------- |
| —                                                                   | —                                                                     | —                                                                       |

Der Leichtathletik-Verband Tansanias stellte zehn Athleten bei den Leichtathletik-Weltmeisterschaften 2009 in Berlin.

## Ergebnisse

### Männer

#### Laufdisziplinen
| Athlet               | Disziplin | Vorlauf      | Vorlauf | Halbfinale | Halbfinale | Finale             | Finale             |
| Athlet               | Disziplin | Zeit         | Platz   | Zeit       | Platz      | Zeit               | Platz              |
| -------------------- | --------- | ------------ | ------- | ---------- | ---------- | ------------------ | ------------------ |
| Marco Joseph         | 5000 m    | 13:53,67 min | 31      |            |            | nicht qualifiziert | nicht qualifiziert |
| Fabiano Joseph       | 5000 m    | DNS          | DNS     |            |            | –                  | –                  |
| Fabiano Joseph       | 10.000 m  |              |         |            |            | 28:04,32 min SB    | 13                 |
| Ezekiel Jafari       | 10.000 m  |              |         |            |            | 28:45,34 min       | 21                 |
| Dickson Marwa        | 10.000 m  |              |         |            |            | 28:18,00 min SB    | 16                 |
| Phaustin Baha Sulle  | Marathon  |              |         |            |            | 2:17:11 h          | 28                 |
| Getuli Bayo          | Marathon  |              |         |            |            | 2:25:52 h SB       | 56                 |
| Lucian Disdery Hombo | Marathon  |              |         |            |            | DNF                | DNF                |
| Christopher Isengwe  | Marathon  |              |         |            |            | DNF                | DNF                |
| Andrea Silvini       | Marathon  |              |         |            |            | 2:28:48 h          | 59                 |

### Frauen

#### Laufdisziplinen
| Athletin     | Disziplin | Vorlauf         | Vorlauf | Halbfinale | Halbfinale | Finale       | Finale |
| Athletin     | Disziplin | Zeit            | Platz   | Zeit       | Platz      | Zeit         | Platz  |
| ------------ | --------- | --------------- | ------- | ---------- | ---------- | ------------ | ------ |
| Zakia Mrisho | 5000 m    | 15:25,09 min SB | 15      |            |            | 15:31,73 min | 15     |